# Place du Sergent-Chef-Kouider-Guerroudj-et-de-tous-les-Harkis
La place du Sergent-Chef-Kouider-Guerroudj-et-de-tous-les-Harkis, est une voie de circulation de la ville de Colmar, en France.

## Situation et accès
Cette place publique est située dans le quartier centre.
On y accède par la rue du Chasseur et la place du 2-Février.
Cette voie n'est pas desservie par les bus de la TRACE.

## Origine du nom
Cette place honore le sergent chef Kouider-Guerroudj et les Harkis qui étaient des supplétifs de l'armée Française pendant la guerre d'Algérie,.

## Historique
Elle a été inaugurée le 25 septembre 2015 par le maire, Gilbert Meyer.